# Antoine Chauvin
Pour les articles homonymes, voir Chauvin.
Antoine Chauvin (né le 6 mai 1898 à Sainte-Rose, décédé le 13 janvier 1932, à Montréal) fut un avocat québécois. Son père, Léon-Adolphe Chauvin, fut un avocat et homme politique fédéral du Québec.  Devenu orphelin à l’âge de 7 ans, il est élevé, avec ses frères et sœurs, par son oncle le notaire Pascal-Adélard Longpré, maire de Sainte-Rose. Ses frères, Jean Chauvin, critique d’art et directeur de La Revue Populaire, et Édouard Chauvin, poète, faisaient partie de la Tribu des Casoars, un cercle d’intellectuels montréalais.

## Biographie
Il fit ses études classiques au Collège de Montréal et au Collège de l’Assomption. À 18 ans, il est nommé secrétaire de l’Association de la Jeunesse Libérale (division des étudiants).
Chauvin fait ses études de droit à l’Université de Montréal. À cette époque, il collabore, en outre, durant deux années, au journal Le Canada, où il traduit les dépêches.  Le 9 janvier 1919, il cofonda le journal étudiant, Le Quartier Latin, dans lequel il signe ses textes sous le pseudonyme de Sidoine Apollinaire,.
En 1921, il fut admis avec très grande distinction à la pratique du droit et sortit premier des examens du Barreau de la Province de Québec.  Il commence sa carrière au sein du cabinet Phaneuf & Chauvin, puis, à partir de 1925, il pratique seul à Montréal et à Sainte-Rose, où il demeure. En février 1926, il est nommé substitut du procureur général à Montréal.
Le 19 avril 1927, le premier ministre du Québec, M. Louis-Alexandre Taschereau dissout l’assemblée législative. Chauvin démissionne de son poste de substitut du procureur général pour se porter candidat libéral aux élections générales du 16 mai 1927, où il affronte Arthur Sauvé, alors chef de l’opposition conservatrice, dans le Comté de Deux-Montagnes.  Chauvin est battu par 491 voix.
À la fin des années 1920, des problèmes de santé commencent à l’affecter.  Il souffre de la maladie d’Addison.  En 1930, il se rend en Europe dans le but de se refaire une santé.  Il succombe toutefois, le 13 janvier 1932, à l’âge de 33 ans, laissant dans le deuil son épouse, Marguerite O’Flaherty, et leurs enfants, Louise et Pierre, qui n’ont que 6 et 4 ans.

## Incendie du Laurier Palace
Le 9 janvier 1927, l’incendie du Laurier Palace fait 78 victimes, principalement des enfants.  Chauvin se fera alors connaître pour son rôle important dans les différentes enquêtes qui suivirent.  En effet, il agira à titre de procureur de la Couronne dans le cadre de l’enquête du coroner (M. Edward McMahon), de l’enquête du Commissaire aux incendies (M. Emmett Quinn) et dans l’enquête préliminaire aux assises criminelles du propriétaire du cinéma, M. Ameen Lawand, et de deux de ses employés.  Pendant des semaines, le journal La Patrie relatera de grands extraits des interrogatoires menés par Chauvin.
Les conclusions de ces enquêtes et la pression populaire forceront la tenue d'une commission royale orchestrée par le juge Louis Boyer. Ce dernier recommande notamment que la réglementation soit appliquée avec plus de vigueur.  En fait, le gouvernement renforça les lois en votant, le 22 mars 1928, l'interdiction totale des jeunes de moins de 16 ans dans les théâtres. Cette loi demeura en vigueur près de 40 ans (juin 1967), touchant ainsi plusieurs générations de québécois.

## Exploit
Au cours de l’été 1922, Chauvin et un ami, l’avocat François-Philippe Brais, se rendent en canot à New York à partir de St-Jean-sur-le-Richelieu, un parcours d’un peu plus de 700 kilomètres.  Ils attirent alors l’attention de plusieurs média locaux.